# Изменение климата в Канаде
Изменение климата в Канаде оказало большое влияние на окружающую среду и ландшафты страны. Эти явления, вероятно, станут ещё более частыми и серьёзными в будущем из-за продолжающегося выброса парниковых газов в атмосферу. Количество событий, связанных с изменением климата, таких как наводнения в Британской Колумбии в 2021 году и растущее число лесных пожаров, со временем вызывает всё большую озабоченность Среднегодовая температура на суше в Канаде повысилась на 1,7 градуса Цельсия с 1948 года. Темпы потепления ещё выше на севере Канады, в прериях и на севере Британской Колумбии. В последние годы количество осадков в стране увеличилось, а экстремальные погодные явления стали более распространённым явлением.
В настоящее время Канада является 10-м по величине источником выбросов парниковых газов в  долгую историю промышленных выбросов, начиная с конца 19-го века. В 2019 году на транспорт и добычу нефти и газа в совокупности пришлось более половины от общего объёма.Канадская промышленность по добыче ископаемого топлива увеличила выбросы парниковых газов на 21,6% с 1990 года.
Канада взяла на себя обязательство сократить выбросы парниковых газов (ПГ) на 30% по сравнению с уровнем 2005 года к 2030 году в соответствии с Парижским соглашением. В июле 2021 года Канада расширила планы Парижского соглашения, поставив новую цель сократить выбросы на 40–45% по сравнению с уровнем 2005 года к 2030 году.. В стране было реализовано несколько стратегий по смягчению последствий изменения климата, таких как плата за выбросы углерода, торговля квотами на выбросы и программы финансирования борьбы с изменением климата. В 2019 году Палата общин проголосовала за объявление чрезвычайной климатической ситуации в Канаде.

## Выбросы парниковых газов
Изменение климата является результатом выбросов парниковых газов, которые образуются в результате деятельности человека. В настоящее время Канада занимает 7-е место в мире по выбросам парниковых газов.   в 2018 году из всех стран G20 Канада была второй после Саудовской Аравии по выбросам парниковых газов на душу населения.  В 2018 году Канада выбросила в атмосферу в общей сложности 729 миллионов тонн эквивалента углекислого газа (MtCO2экв.). Это незначительное снижение по сравнению с 730 МтСО2-экв., но значительное увеличение по сравнению с 602 МтСО2-экв., в 1990 г.
Кроме того, Канада имеет один из самых больших климатических долгов в мире, с очень долгой историей промышленных выбросов парниковых газов. По состоянию на 2021 год Канада занимает 10-е место по объёму выбросов парниковых газов (65 000 Мт). По оценкам WRI, в период с 1950 по 2000 год в Канаде были самые высокие выбросы парниковых газов на душу населения среди всех стран первого мира..

### Энергопотребление
Потребление электроэнергии в Канаде составляет 74 млн тонн эквивалента углекислого газа CO2экв., или 10% выбросов страны. Климатический след этого сектора значительно сократился в последние десятилетия из-за закрытия многих угольных электростанций. В настоящее время 81% электроэнергии в Канаде производится из источников энергии, не производящих выбросов, таких как гидроэнергетика, атомная, солнечная энергия или энергия ветра.
Ископаемое топливо обеспечивает 19% канадской электроэнергии, около половины в виде угля (9% от общего объёма), а остальная часть представляет собой смесь природного газа и нефти. Только пять провинций используют уголь для производства электроэнергии. Альберта, Саскачеван и Новая Шотландия полагаются на уголь почти наполовину своей генерации, в то время как другие провинции и территории используют его мало или вообще не используют. Альберта и Саскачеван также используют значительное количество природного газа. Отдалённые населённые пункты, включая весь Нунавут и большую часть Северо-Западных территорий, производят большую часть электроэнергии с помощью дизельных генераторов, что сопряжено с высокими экономическими и экологическими издержками. Федеральное правительство выступило с инициативами по снижению зависимости от дизельной электроэнергии.

### Транспорт
Канада – большая страна с низкой плотностью населения, поэтому транспорт – часто в холодную погоду, когда топливная эффективность падает – является большой частью экономики. В 2017 году 24% парниковых газов в Канаде приходилось на грузовики, поезда, самолёты и автомобили.
Подавляющее большинство выбросов в Канаде от транспорта приходится на автомобильный транспорт, на долю которого приходится 144 млн тоннCO2-экв., или 20% от общего объёма выбросов.  Они предназначены для отдельных автомобилей, а также для дальнемагистральных грузовиков, которые используются для перевозки большинства товаров по всей стране. В 2018 году канадская грузовая промышленность осуществила 63,7 млн поставок. В 2019 году канадские заводы выпустили 1,4 млн новых грузовиков, что более чем в три раза превышает канадское производство легковых автомобилей.
Канадская внутренняя авиационная промышленность, представленная в основном двумя основными авиакомпаниями страны (Air Canada и Westjet), в 2017 году произвела 7,1 млн тоннCO2-экв., что составляет 1% от общего объёма выбросов парниковых газов в Канаде..

### Добыча ископаемого топлива
Наиболее загрязняющей отраслью с точки зрения выбросов парниковых газов в Канаде является нефтегазовый сектор. Эта отрасль производит 195 млн тоннCO2-экв. в год, что составляет 27% от общенационального объёма. Из-за высоких выбросов, необходимых для разработки битуминозных песков в Альберте, выбросы парниковых газов в этом секторе увеличились на 84% с 1990 по 2017 год.

### Промышленные выбросы
В 2017 году тяжёлая промышленность Канады выбросила 73 млн тоннCO2-экв., или 10% от общего объёма выбросов парниковых газов в Канаде. Это на 25% меньше, чем в 1990 году.  Эти данные согласуются с быстрым спадом производства в Канаде

### Вырубка лесов
Уровень обезлесения в Канаде является одним из самых низких в мире и составляет 0,02 процента в год. С 1985 года темпы вырубки лесов снижаются с каждым годом..
По данным Министерства окружающей среды и изменения климата Канады (ECCC), на долю «заготовленных древесных продуктов» в Канаде приходится 130 млн тоннCO2эквивалента выбросов парниковых газов. В 2017 году это составило бы 18% от всех выбросов страны, но ECCC исключил эту цифру из общенационального объема. Кроме того, из общего числа исключены расчеты ECCC о том, что леса Канады сокращают выбросы парниковых газов на 150 млн тоннCO2-экв. До 2015 года ECCC рассчитывала сокращение выбросовCO2в своих лесах на 160 млн тонн, что свидетельствует об их медленном, но продолжающемся ухудшении.

## Воздействие на окружающую среду
В последние десятилетия в Канаде наблюдалось повышение средних температур, увеличение количества осадков и более экстремальные погодные явления. Ожидается, что эти тенденции сохранятся и в следующем столетии. ECCC определила, что весьма вероятно, что эти изменения были результатом увеличения выбросов парниковых газов, вызванных деятельностью человека.

### Изменения температуры и погоды
Среднегодовая температура в Канаде повысилась на 1,7 °C с 1948 года. Эти погодные изменения не были равномерными в зависимости от сезона. Действительно, средняя зимняя температура за тот же период повысилась на 3,3 °C, в то время как средняя летняя температура повысилась всего на 1,5 °C. Тенденции также не были одинаковыми по регионам. Британская Колумбия, провинции Прерии и Северная Канада испытали наибольшее зимнее потепление. Между тем, в некоторых районах юго-восточной Канады за тот же период наблюдалось среднее потепление менее чем на 1 °C..
По данным Министерства окружающей среды и изменения климата Канады, «потепление в течение 20-го века неоспоримо и в значительной степени связано с деятельностью человека добавляя, что «темпы потепления в Канаде примерно в два раза превышают глобальные темпы: повышение на 2°C во всём мире означает повышение на 3-4 °C для Канады»
ECCC перечисляет последствия изменения климата в соответствии с глобальными изменениями. Изменения, связанные с температурой, включают более продолжительный вегетационный период, более частые периоды тепла и меньшее количество холодов, таяние вечной мерзлоты, более раннее вскрытие речного льда, более ранний весенний сток и более раннее распускание почек деревьев. Метеорологические изменения включают увеличение количества осадков и снегопадов на северо-западе Арктики.

#### Осадки
ECCC обобщил ежегодные изменения осадков для поддержки оценок биоразнообразия, проводимых Канадским советом министров ресурсов. Оценивая данные до 2007 года, они отметили: «Осадки в целом увеличились над Канадой с 1950 года, при этом большинство станций со значительными тенденциями показали увеличение. Тенденция к увеличению наиболее последовательна на севере Канады, где многие станции показывают значительный рост. Существует не так много доказательств четких региональных закономерностей на станциях, показывающих значительные изменения в сезонных осадках, за исключением значительного уменьшения, которое, как правило, сосредоточено в зимний сезон на юго-западе и юго-востоке Канады. Хотя предыдущее предложение может быть технически правильным отчасти, все сезоны показывают увеличение количества осадков в Канаде, особенно в зимние, весенние и осенние месяцы.  Кроме того, увеличение количества осадков над Арктикой, по-видимому, происходит во все времена года, кроме лета.
Специалисты по климату ECCC оценили тенденции в кратковременных режимах осадков с помощью наборов данных об инженерном климате: «Кратковременные (от 5 минут до 24 часов) экстремальные осадки важны для ряда целей, включая проектирование инженерной инфраструктуры, поскольку они представляют собой различные метеорологические масштабы экстремальных осадков». «Общее отсутствие обнаруживаемого сигнала тренда», означающее отсутствие общего изменения экстремальных, кратковременных режимов осадков при анализе отдельных станций, не наблюдалось. Что касается критериев проектирования, используемых для традиционного управления водными ресурсами и практики проектирования городских дренажей (например, статистика интенсивности-продолжительности-частоты (IDF)), оценка «показывает, что менее 5,6% и 3,4% станций имеют значительные тенденции к увеличению и уменьшению, соответственно, экстремальных годовых максимальных объёмов наблюдений в одном месте». В региональном разрезе юго-западные и восточные (Ньюфаундленд) прибрежные районы в целом продемонстрировали значительные тенденции к увеличению продолжительности экстремальных осадков в течение 1 и 2 часов. Региональные тенденции к уменьшению количества осадков от 5 до 15 минут наблюдались в регионе Святого Лаврентия на юге Квебека и в Атлантических провинциях..

#### Экстремальные погодные явления
Экстремальные погодные явления, вызывающие наибольшую озабоченность в Канаде, включают проливные дожди и снегопады, волны жары и засуху. Они связаны с наводнениями и оползнями, нехваткой воды, лесными пожарами, ухудшением качества воздуха, а также с расходами, связанными с ущербом имуществу и инфраструктуре, перебоями в работе предприятий, ростом заболеваемости и смертности. Волны жары, в том числе летом 2009, 2012 и 2021 годов, связаны с ростом числа тепловых ударов и респираторных заболеваний.

### Повышение уровня моря
Ожидается, что прибрежные наводнения увеличатся во многих районах Канады из-за глобального повышения уровня моря и локального оседания или поднятия земли.  Уровень моря в стране повышается от 1 до 4,5 мм в год. Районы, которые подвергнутся наибольшему удару, - это юго-запад и юго-восток Канады.

### Экосистемы

#### Бореальный лес
Согласно ежегодному отчету Министерства окружающей среды Канады за 2011 год, есть свидетельства того, что в некоторых регионах в пределах западных канадских бореальных лесов с 1948 года температура увеличилась на 2 °C.  Скорость изменения климата приводит к более сухим условиям в бореальных лесах, что приводит к целому ряду последующих проблем.
В результате быстро меняющегося климата деревья мигрируют в более высокие широты и высоты (на север), но некоторые виды могут мигрировать недостаточно быстро, чтобы следовать своей климатической среде обитания.  того, деревья в пределах южной границы своего ареала могут начать демонстрировать снижение роста.  Более сухие условия также приводят к переходу от хвойных пород к осине в районах, более подверженных пожарам и засухе.
Изменение климата создаёт более пожароопасные условия в бореальных лесах Канады.  В 2016 году Северная Альберта стала свидетелем драматических последствий изменения климата, когда «идеальный шторм» Эль-Ниньо и глобальное потепление способствовали возникновению лесного пожара в Форт-Мак-Мюррее, который привёл к эвакуации нефтедобывающего города, находящегося в самом сердце промышленности битуминозных песков.  В этом районе наблюдается повышенная частота лесных пожаров, поскольку сезон лесных пожаров в Канаде теперь начинается на месяц раньше, чем раньше, и ежегодная площадь пожаров в два раза больше, чем в 1970 году.
Что касается 2019 года, то изменение климата уже увеличило частоту и мощность лесных пожаров в Канаде, особенно в Альберте. «Мы наблюдаем изменение климата в действии», — говорит профессор Университета Альберты Майк Фланниган. «Пожар в Форт-Мак-Мюррее был 11⁄2+ в шесть раз из-за изменения климата. Рекордный сезон пожаров 2017 года в Британской Колумбии был в 7-11 раз более вероятным из-за изменения климата.
Эпидемия горного соснового жука бушевала с 1996 по 2015 год в результате более мягких зим в бореальных лесах, что способствовало размножению паразита. Это привело к уничтожению 18 миллионов гектаров мёртвых деревьев и экономическим последствиям для общин, зависящих от лесов.

#### Арктика
Среднегодовая температура над Северной Канадой увеличилась на 2,3 °C (вероятный диапазон 1,7–3,0 °C), что примерно в три раза превышает средний темп глобального потепления. Самые высокие темпы потепления наблюдались в самых северных регионах Юкона и Северо-Западных территорий, где в период с 1948 по 2016 год наблюдалось среднегодовое повышение температуры примерно на 3,5 °C.
Изменение климата приводит к таянию льдов и увеличению подвижности льда. В мае и июне 2017 года плотный лёд толщиной до 8 метров (25 футов) находился в водах у северного побережья Ньюфаундленда, заманивая в ловушку рыбацкие лодки и паромы.

## Влияние на людей

### Экономический эффект

#### Сельское хозяйство и производство продуктов питания
Во время засухи 2002 года в Онтарио был хороший сезон и было собрано достаточно урожая, чтобы отправить огромное количество сена тем, кто больше всего пострадал в Альберте. Тем не менее, это не то, чего можно или будет ожидать каждый раз, когда в провинциях прерий случается засуха.  Это приводит к большому дефициту доходов для многих, поскольку они покупают головы крупного рогатого скота по высоким ценам и продают их по очень низким ценам.  Глядя на исторические прогнозы, есть веские указания на то, что нет истинного способа оценить или узнать количество осадков, ожидаемое в предстоящем вегетационном сезоне. Это не позволяет сельскохозяйственному сектору планировать соответствующим образом.
В Альберте наблюдается тенденция высоких летних температур и малого количества летних осадков. Это привело к тому, что большая часть Альберты столкнулась с засухой.  Засушливые условия наносят ущерб сельскохозяйственному сектору этой провинции, в основном району разведения крупного рогатого скота.  Когда наступает засуха, возникает нехватка кормов для скота (сено, зерно). Из-за нехватки урожая владельцы ранчо вынуждены закупать корма по повышенным ценам, пока это возможно. Те, кто не может позволить себе платить большие деньги за корма, вынуждены продавать свои стада.

#### Деревообрабатывающая промышленность
Изменение климата создаёт проблемы для устойчивого управления лесами и их сохранения. Это окажет непосредственное влияние на производительность деревообрабатывающей промышленности, а также на здоровье и регенерацию деревьев.  Ассистированная миграция лесов была предложена как способ помочь деревообрабатывающей промышленности адаптироваться к изменению климата.

### Влияние на здоровье
Агентство общественного здравоохранения Канады сообщило, что заболеваемость болезнью Лайма увеличилась со 144 случаев в 2009 году до 2025 случаев в 2017 году. Доктор Дункан Вебстер, консультант по инфекционным заболеваниям в региональной больнице Сент-Джон, связывает этот рост заболеваемости с увеличением популяции черноногих клещей. Популяция клещей увеличилась в основном из-за более коротких зим и более высоких температур, связанных с изменением климата.

### Воздействие на коренные народы
Инуиты, проживающие в Канаде, сталкиваются со значительными трудностями в поддержании своих традиционных продовольственных систем из-за изменения климата. Эскимосы охотились на млекопитающих на протяжении сотен лет.  Многие из их традиционных экономических сделок и культурных церемоний были и до сих пор сосредоточены вокруг китов и других морских млекопитающих.  Изменение климата вызывает потепление и закисление океана, что негативно влияет на эти виды в этих традиционных районах и заставляет многих перемещаться в другие места.  то время как некоторые считают, что потепление в Арктике вызовет отсутствие продовольственной безопасности, что уже является проблемой для канадских инуитов,  которая увеличится из-за лишения некоторых из их основных источников пищи, другие указывают на устойчивость, которую они демонстрировали в прошлом к изменению температуры, и считают, что они, вероятно, смогут адаптироваться.  Хотя предки современных инуитов путешествовали в другие места в Арктике на основе этих животных и приспосабливались к меняющимся маршрутам миграции, современные геополитические границы и законы, вероятно, не позволят этому произойти в той степени, в которой это необходимо для сохранения этих традиционных продовольственных систем.  Независимо от того, смогут ли они успешно модифицировать свои морские пищевые системы, они потеряют определённые аспекты своей культуры. Для охоты на этих китов и других морских млекопитающих они использовали одни и те же традиционные инструменты на протяжении многих поколений.  Если бы эти животные не обеспечивали им пропитание, основная часть их культуры устарела бы.
Инуиты также теряют доступ к кольчатой нерпе и белым медведям, двум ключевым животным, которые необходимы для традиционной диеты инуитов.  Изменение климата привело к резкому сокращению популяции кольчатой нерпы, что нанесло серьёзный ущерб зимнему хозяйству инуитов.  Кольчатая нерпа является наиболее распространённым видом пропитания во всём Нунавуте, как на суше, так и на воде.  Без кольчатой нерпы инуиты утратили бы своё чувство нингиктука или свою культурную форму обмена ресурсами.  Мясо кольчатого тюленя является одним из основных видов мяса этого типа обмена и используется в этой системе на протяжении сотен лет.  С изменением климата ningiqtuq будет радикально изменён. Кроме того, кольчатая нерпа олицетворяет идеалы разделения, единства и коллективизма из-за нингиктук.  Его упадок означает потерю инуитской идентичности. Популяция белых медведей также сокращается из-за изменения климата.  Белые медведи полагаются на кольчатую нерпу в качестве пищи, поэтому оба их сокращения коррелируют.  Это сокращение также наносит вред нингиктуку, поскольку мясо белого медведя делится между инуитами.
Для народа гвичин, коренного народа Канады, говорящего на антабаскском языке, карибу занимают центральное место в их культуре.  Они сосуществовали с гвичинами на протяжении тысячелетий.  В результате вся их культура находится под непосредственной угрозой. Численность карибу быстро сокращается из-за более высоких температур и таяния льдов.  Джеймс, известная активистка гвичинов на Аляске, сказала: «Мы — народ карибу. Карибу — это не только то, что мы едим; Они такие, какие мы есть. Это истории, песни и то, как мы видим мир. Карибу – это наша жизнь. Без карибу нас бы не было».

## Смягчение последствий и адаптация

### Политика и законодательство (на национальном уровне)
Смотрите также: Политика Канады

#### Правительство Харпера (2006—2015)
Читайте также: Экологическая политика правительства Стивена Харпера
При Стивене Харпере, который был премьер-министром с 2006 по 2015 год, Киотское соглашение было отменено, и в октябре 2006 года был обнародован Закон о чистом воздухе.
В 2009 году две крупнейшие провинции Канады, Онтарио и Квебек, стали настороженно относиться к федеральной политике, перекладывающей бремя сокращения выбросов парниковых газов на них, чтобы дать Альберте и Саскачевану больше возможностей для дальнейшей разработки своих запасов нефтеносных песков.

В 2010 году Грэм Сол, представлявший Climate Action Network Canada (CAN) — коалицию из 60 неправительственных организаций — прокомментировал 40-страничный доклад CAN «Тревожные  котором утверждалось, 
Канадским исследователям климата затыкают рот, урезают их финансирование, закрывают исследовательские станции, игнорируют результаты исследования, а правительство премьер-министра Стивена Харпера не запрашивает советов по важнейшей проблеме века.

—  г.
В 2014 году удостоенный наград американо-канадский лимнолог Дэвид Шиндлер утверждал, что администрация Харпера поставила «экономическое развитие выше всех других политических целей», в частности, окружающей среды. 
Как будто они больше не хотят слышать о науке. Они хотят, чтобы политика отражала экономику на 100 процентов, а экономика – это только то, что вы можете продать, а не то, что вы можете сэкономить.

— 

#### Правительство Трюдо (2015–настоящее время)
Основная статья: Экологическая политика правительства Джастина Трюдо
В своей предвыборной программе 2015 года Джастин Трюдо пообещал бороться с изменением климата, в частности, путём постепенного отказа от субсидий на ископаемое топливо, участия в Парижской конференции по изменению климата 2015 года, разработки североамериканского соглашения о чистой энергии и окружающей среде с Соединёнными Штатами и Мексикой, а также создания Трастового фонда низкоуглеродной экономики на сумму 2 миллиарда долларов. Трюдо выполнил три последних обещания.  Однако во время своего пребывания в должности он ввёл новые субсидии на ископаемое топливо.
Министром иностранных дел Трюдо с 2015 по 2017 год был Стефан Дион. Дион известна тем, что очень поддерживает политику в области изменения климата. Кэтрин Маккенна была министром окружающей среды и изменения климата в правительстве Трюдо с 2015 по 2019 год. МакКенна известна своей юридической работой, связанной с социальной справедливостью.
В августе 2017 года была выпущена Панканадская рамочная программа по чистому росту и изменению климата, национальная климатическая стратегия Трюдо.  Премьер-министры провинций (кроме Саскачевана и Манитобы) приняли предложение 9 декабря 2016 года.  Суть предложения заключается в введении режимов ценообразования на выбросы углерода по всей стране. Федеральный министр окружающей среды и изменения климата Канады Кэтрин Маккенна заявила, что налоги на выбросы углерода оказались наиболее экономичным способом сокращения выбросов.
В апреле 2019 года комиссар по вопросам окружающей среды Джули Гельфанд назвала отсутствие прогресса в сокращении выбросов в стране «тревожной» и отметила, что страна находится на пути к достижению своих целей по борьбе с изменением климата.
В 2019 году Министерство окружающей среды и изменения климата Канады (ECCC) опубликовало доклад под названием «Отчёт об изменении климата Канады» (CCCR). По сути, это краткое изложение 5-го оценочного доклада МГЭИК, подготовленного специально для Канады.  В докладе говорится, что ожидается увеличение затопления прибрежных районов во многих районах из-за глобального повышения уровня моря и локального оседания или поднятия земли.
Правительство Джастина Трюдо пообещало активизировать цели на 2030 год и достичь углеродной нейтральности в 2050 году. В 2020 году был представлен законопроект, который потребует от страны достичь нулевого уровня выбросов к 2050 году.  Несмотря на то, что ископаемое топливо будет постепенно прекращено в «среднесрочной перспективе», Трюдо заявил, что трубопровод Kinder Morgan будет построен. Федеральное правительство также одобрило строительство терминала древесного волокна СПГ в Ванкувере.  Правительство Трюдо ввело налог на выбросы углерода. Этот налог был установлен на уровне 20 долларов за тонну в 2018 году и будет увеличиваться на 10 долларов в год, пока не достигнет 50 долларов в 2022 году.  Он также вводит пошлины на природный газ , насосный газ , пропан , бутан и авиационное топливо .  Премьер-министр Онтарио Даг Форд, премьер-министр Альберты Джейсон Кенни  и премьер-министр Манитобы Брайан Паллистер  подали в суд на федеральное правительство 15 апреля 2019 года, и суд вынес решение в пользу (3–2) конституционности налога на выбросы углерода.
По предложению премьер-министра Джастина Трюдо 12 июня 2019 года Палата общин проголосовала за объявление чрезвычайной климатической ситуации в стране.  В декабре 2020 года правительство Джастина Трюдо представило законопроект, который потребует от страны достичь нулевого уровня выбросов к 2050 году (Climate Change Action Plan 2001).

### Международное сотрудничество
Канада подписала Киотский протокол. Тем не менее, либеральное правительство, которое позже подписало соглашение, не предприняло никаких действий для достижения целей Канады по выбросам парниковых газов. Несмотря на то, что Канада взяла на себя обязательство сократить выбросы парниковых газов на 6% по сравнению с уровнем 1990 года в 2008–2012 годах, страна не реализовала план по сокращению выбросов парниковых газов. Вскоре после федеральных выборов 2006 года новое правительство меньшинства во главе с премьер-министром Стивеном Харпером объявило, что Канада не может и не будет выполнять свои обязательства. Палата общин приняла несколько законопроектов, спонсируемых оппозицией, призывающих правительство разработать планы по реализации мер по сокращению выбросов.
Канадские и североамериканские экологические группы считают, что Канаде не хватает доверия к экологической политике, и регулярно критикуют Канаду на международных площадках. В последние несколько месяцев 2009 года позиция Канады подверглась критике на конференции по Азиатско-Тихоокеанскому экономическому сотрудничеству (АТЭС),  на саммите Содружества,  и конференции в Копенгагене.
В 2011 году Канада, Япония и Россия заявили, что не будут выполнять дальнейшие задачи Киотского протокола.  Канадское правительство сослалось на законное право Канады официально выйти из Киотского протокола 12 декабря 2011 года.  Канада взяла на себя обязательство сократить выбросы парниковых газов на 6% ниже уровня 1990 года к 2012 году, но в 2009 году выбросы были на 17% выше, чем в 1990 году. Министр окружающей среды Питер Кент сослался на то, что Канада понесёт «огромные финансовые штрафы» в соответствии с договором, если она не выйдет из него.  Канады подверглось резкой критике со стороны представителей других ратифицировавших страну стран, включая Францию и Китай.

#### Парижское соглашение
Парижское соглашение является юридически обязывающим международным соглашением. Его главная цель – ограничить глобальное потепление до уровня ниже 1,5 градусов Цельсия по сравнению с доиндустриальным уровнем.  Определяемые на национальном уровне вклады (ОНУВ) представляют собой планы по борьбе с изменением климата, адаптированные для каждой страны.  Каждая сторона соглашения имеет разные цели, основанные на её собственных исторических климатических данных и обстоятельствах страны, и все цели для каждой страны указаны в их ОНУВ.
Трекер действий по борьбе с изменением климата (CAT) — это независимый научный анализ, который отслеживает действия правительства по борьбе с изменением климата и измеряет их в соответствии с согласованным на глобальном уровне Парижским соглашением. Компания Climate Action Tracker обнаружила, что действия Канады были «недостаточными».

### Политика и законодательство (провинциальный уровень)

#### Смягчение последствий
| Выбросы парниковых газов (тCO2экв.) на душу населения (2016 г.) | Выбросы парниковых газов (тCO2экв.) на душу населения (2016 г.) | Выбросы парниковых газов (тCO2экв.) на душу населения (2016 г.) | Выбросы парниковых газов (тCO2экв.) на душу населения (2016 г.) | Выбросы парниковых газов (тCO2экв.) на душу населения (2016 г.) |
| --------------------------------------------------------------- | --------------------------------------------------------------- | --------------------------------------------------------------- | --------------------------------------------------------------- | --------------------------------------------------------------- |
| Юрисдикция                                                      | Юрисдикция                                                      |                                                                 |                                                                 | тСО2Экв.                                                        |
| Квебек                                                          | Квебек                                                          |                                                                 | 9.55                                                            | 9.55                                                            |
| Онтарио                                                         | Онтарио                                                         |                                                                 | 11.82                                                           | 11.82                                                           |
| Остров Принца Эдуарда                                           | Остров Принца Эдуарда                                           |                                                                 | 12.60                                                           | 12.60                                                           |
| Британская Колумбия                                             | Британская Колумбия                                             |                                                                 | 13.34                                                           | 13.34                                                           |
| Нунавут                                                         | Нунавут                                                         |                                                                 | 13.91                                                           | 13.91                                                           |
| Юкон                                                            | Юкон                                                            |                                                                 | 16.73                                                           | 16.73                                                           |
| Манитоба                                                        | Манитоба                                                        |                                                                 | 17.21                                                           | 17.21                                                           |
| Новая Шотландия                                                 | Новая Шотландия                                                 |                                                                 | 17.32                                                           | 17.32                                                           |
| Нью-Брансуик                                                    | Нью-Брансуик                                                    |                                                                 | 18.74                                                           | 18.74                                                           |
| Ньюфаундленд и Лабрадор                                         | Ньюфаундленд и Лабрадор                                         |                                                                 | 19.24                                                           | 19.24                                                           |
| Канада                                                          | Канада                                                          |                                                                 | 20.14                                                           | 20.14                                                           |
| Северо-Западные территории                                      | Северо-Западные территории                                      |                                                                 | 28.72                                                           | 28.72                                                           |
| Альберта                                                        | Альберта                                                        |                                                                 | 67.12                                                           | 67.12                                                           |
| Саскачеван                                                      | Саскачеван                                                      |                                                                 | 71.02                                                           | 71.02                                                           |

В середине 2000-х годов меры по смягчению последствий в некоторых провинциях продвинулись вперёд, хотя федеральное правительство под руководством Стивена Харпера не разработало федеральный мониторинг и надёжный режим сокращения. Правительства нескольких провинций разработали программы по сокращению выбросов на своих территориях. Позже эти меры были включены в Панканадскую рамочную программу по чистому росту и изменению климата при премьер-министре Джастине Трюдо.
Премьер-министр Онтарио Даг Форд  очень громко заявлял о своём несогласии с этими программами и отменил их, когда вступил в должность в Онтарио. Он утверждает, что федеральный налог на выбросы углерода, введённый в его провинции, вызовет рецессию. Экономисты изучили этот вопрос и не пришли к единому мнению, приведя в пример Британскую Колумбию, где с 2008 года действует налог на выбросы углекислого газа, не вызвавший экономического спада в провинции.

##### Альберта
|  | Этот раздел нуждается в обновлении. Пожалуйста, помогите обновить эту статью, чтобы отразить недавние события или новую доступную информацию. (февраль 2021 г.) |

В Альберте принят «План действий по борьбе с изменением климата» опубликованный в 2008 году. В 2007 году Альберта стала первой юрисдикцией в Северной Америке, которая ввела цену на выбросы углерода.  и был продлён до 2017 года с повышенной строгостью. Он требует, чтобы «крупные конечные источники», определяемые как предприятия, выбрасывающие более 100 000 тоннCO2экв. в год, соблюдали требования по снижению интенсивности выбросов, которые со временем увеличиваются и ограничиваются 12% в 2015 году, 15% в 2016 году и 20% в 2017 году. У объектов есть несколько вариантов соответствия. Они могут фактически сокращать выбросы, вносить взносы в Фонд управления изменением климата и выбросами (CCEMF), приобретать кредиты у других крупных конечных эмитентов или покупать кредиты у некрупных конечных эмитентов в виде компенсационных кредитов.  Критика подхода к ценообразованию углерода, основанного на интенсивности, включает тот факт, что нет жёсткого ограничения на выбросы, и фактические выбросы всегда могут продолжать расти, несмотря на то, что углерод имеет цену. Преимущества системы, основанной на интенсивности, заключаются в том, что во время экономических спадов снижение интенсивности выбросов углерода будет оставаться таким же строгим и сложным, в то время как жёсткие пределы, как правило, становятся легко достижимыми, неактуальными и не работают на сокращение выбросов. Альберта также подверглась критике за то, что её цели слишком слабы, и что принятые меры вряд ли достигнут этих целей. В 2015 году новоизбранное правительство взяло на себя обязательство пересмотреть стратегию по борьбе с изменением климата.
По состоянию на 2008 год электроэнергетический сектор Альберты был самым углеродоёмким из всех канадских провинций и территорий, с общим объёмом выбросов 55,9 млн тонн СО
2 эквивалентный В 2008 году на его долю пришлось 47% всех выбросов в Канаде в секторе производства электроэнергии и тепла. [требуется обновление]
В ноябре 2015 года премьер-министр Рэйчел Нотли обнародовала планы по увеличению налога на выбросы углерода в провинции до 20 долларов за тонну в 2017 году и до 30 долларов за тонну к 2018 году.  Этот сдвиг в политике произошёл отчасти из-за отказа от трубопровода Keystone XL, который премьер сравнил с «ударом по зубам».  Новая климатическая политика провинции также включает поэтапный отказ от угольных электростанций к 2030 году и сокращение выбросов метана на 45% к 2025 году.

##### Британская Колумбия
Британская Колумбия объявила о многих амбициозных мерах по смягчению последствий изменения климата, в частности, в рамках своего Плана действий по борьбе с изменением климата,  опубликованного в 2008 году. Она установила законодательно закрепленные цели по сокращению выбросов парниковых газов на 33% по сравнению с уровнем 2007 года к 2020 году и на 80% к 2050 году.  Нейтральный налог на выбросы углерода в Британской Колумбии является первым в своём роде в Северной Америке. В 2008 году он был введён по цене 10 долларов США за тонну эквивалентаCO2и с тех пор рос на 5 долларов США за тонну в год, пока не достиг 30 долларов США за тонну в 2012 году. В 2021 году углеродный налог увеличился с $40/тонну до $45/тонну, а в 2022 году планируется достичь $50/тонну.  Законодательство требует, чтобы все доходы от налога на выбросы углерода возвращались жителям Британской Колумбии за счёт снижения налогов в других областях.
В 2010 году провинциальные организации государственного сектора Британской Колумбии стали первыми в Северной Америке, которые были признаны углеродно-нейтральными, отчасти за счёт покупки углеродных компенсаций.  Программа транспортных средств на чистой энергии предусматривает стимулы для покупки одобренных транспортных средств на чистой энергии и для установки зарядной инфраструктуры.  Были приняты меры в различных секторах, включая варианты финансирования и стимулы для модернизации зданий, Протокол компенсации выбросов углерода в лесах, Стандарт возобновляемого и низкоуглеродного топлива и Регулирование управления свалочным газом.
Выбросы парниковых газов в Британской Колумбии снижаются, и в 2012 году (на основе данных 2010 года) Британская Колумбия объявила, что находится в пределах досягаемости достижения своей промежуточной цели по сокращению выбросов на 6% по сравнению с уровнем 2007 года к 2012 году. В период с 2007 по 2010 год выбросы парниковых газов сократились на 4,5%, потребление всех основных видов ископаемого топлива также снизилось в Британской Колумбии, в то время как ВВП и население растут.
В 2018 году было объявлено, что провинция «после того, как в течение нескольких лет медлила с устойчивыми действиями по борьбе с изменением климата, признала, что не может достичь своей цели на 2020 год», цель сокращения на 33% остановилась на уровне 6,5%.  Провинция Британская Колумбия является вторым по величине потребителем природного газа - 2,3 миллиарда кубических футов в день.

##### Онтарио
В августе 2007 года правительство Онтарио опубликовало «Go Green: Ontario's Action Plan on Climate Change». План установил три цели: сокращение выбросов на 6% к 2014 году, на 15% к 2020 году и на 80% к 2050 году. Правительство взяло на себя обязательство ежегодно отчитываться о мерах, которые оно предпринимает для сокращения выбросов и адаптации к изменению климата.  С учётом действующих в настоящее время инициатив правительство прогнозирует, что оно достигнет 90% сокращений, необходимых для достижения целевого показателя 2014 года, и только 60% сокращений, необходимых для достижения целевого показателя 2020 года.
Самое большое сокращение выбросов на сегодняшний день произошло в результате поэтапного отказа от угольной энергетики компанией Ontario Power Generation. В августе 2007 года правительство издало постановление, которое требовало прекратить сжигание угля на четырёх оставшихся угольных электростанциях Онтарио к концу 2014 года.  С 2003 года выбросы от этих электростанций снизились с 36,5 млн тонн до 4,2 млн тонн.  В январе 2013 года правительство объявило, что уголь будет полностью выведен из эксплуатации на год раньше, к концу 2013 года.  Последняя угольная электростанция была закрыта 8 апреля 2014 года в Тандер-Бей.
В соответствии с Законом о зелёной энергии и зелёной экономике 2009 года  Онтарио внедрил льготный тариф для содействия развитию производства возобновляемой энергии. Онтарио также является членом Западной климатической инициативы. В январе 2013 года в Экологическом реестре был размещён дискуссионный документ с просьбой внести свой вклад в разработку программы сокращения выбросов парниковых газов для промышленности.
На протяжении многих лет выбросы от транспорта продолжали увеличиваться. С 44,8 млн тонн в 1990 году до 59,5 млн тонн в 2010 году на транспорт приходится наибольшее количество выбросов парниковых газов в провинции. Усилия по сокращению этих выбросов включают инвестиции в общественный транспорт и стимулирование покупки электромобилей.
Правительство также признаёт необходимость адаптации к изменению климата и в апреле 2011 года выпустило документ «Готовность к изменению климата: Стратегия адаптации и план действий Онтарио на 2011–2014 годы».
В соответствии с требованиями Экологического билля о правах 1993 года, Комиссар по охране окружающей среды Онтарио проводит независимый обзор и ежегодно отчитывается перед Законодательным собранием Онтарио о ходе деятельности в провинции по сокращению выбросов парниковых газов.
7 июня 2018 года Прогрессивно-консервативная партия Онтарио во главе с Дагом Фордом была избрана в правительство большинства.  тех пор было много споров относительно экологической политики его правительства. Среди изменений в экологической политике правительства Форда были выход Онтарио из системы торговли квотами на выбросы Западной климатической инициативы, которая была реализована предыдущим либеральным правительством, и ликвидация должности комиссара по окружающей среде Онтарио, беспартийного сотрудника Законодательного собрания Онтарио, которому было поручено обеспечить соблюдение Экологического билля о правах Онтарио (EBR).  Правительство Форда опубликовало отчёт, в котором указывалось, что обязанности комиссара по охране окружающей среды будут переданы генеральному аудитору Онтарио.  Другие критические замечания, выдвинутые Майком Шрайнером из Партии зелёных Онтарио, включают сокращение Министерства окружающей среды, охраны природы и парков, а также внесение неуказанных изменений в Закон об исчезающих видах

##### Квебек
Выбросы парниковых газов в Квебеке увеличились на 3,8% в период с 1990 по 2007 год, до 85,7 мегатонн эквивалентаCO2, а затем упали до 81,7 в 2015 году. Выбросы в Квебеке составляют 9,9 тонны на душу населения, что значительно ниже среднего показателя по Канаде (20,1 тонны) и составило 11,1% от общего объема выбросов в Канаде в 2015 году.
Выбросы в электроэнергетическом секторе резко возросли в 2007 году из-за эксплуатации газовой турбины комбинированного цикла TransCanada Energy в Беканкуре. Электростанция, крупнейший источник выбросов парниковых газов в Квебеке в том году, выбросила 1 687 314 тонн эквивалентаCO2 в 2007 году  или 72,1 % всех выбросов в секторе и 2 % от общего объёма выбросов. Завод был закрыт в 2008 году  в 2009 году  и в 2010 году.
В период с 1990 по 2006 год население Квебека выросло на 9,2%, а ВВП Квебека — на 41,3%. Интенсивность выбросов по отношению к ВВП снизилась с 28,1% за этот период, снизившись с 4500 до 3300 тонн эквивалентаCO2 на миллион долларов валового внутреннего продукта (ВВП).
В мае 2009 года Квебек стал первой юрисдикцией в Северной и Южной Америке, которая ввела ограничение на выбросы после того, как Национальная ассамблея Квебека приняла законопроект, ограничивающий выбросы в определённых секторах. Этот шаг был скоординирован с аналогичной политикой в соседней провинции Онтарио и отражает приверженность обеих провинций в качестве членов Западной климатической инициативы.
23 ноября 2009 года правительство Квебека обязалось сократить выбросы парниковых газов на 20% по сравнению с уровнем 1990 года к 2020 году, что аналогично цели, принятой Европейским союзом. Правительство намерено достичь своей цели за счёт развития общественного транспорта, электромобилей и интермодальных грузовых перевозок. План также призывает к более широкому использованию древесины в качестве строительного материала, рекуперации энергии из биомассы и реформе планирования землепользования.  По состоянию на 2015 год уровень выбросов снизился на 8,8%.  Чтобы поощрить электрификацию транспортного сектора, Квебек ввёл многочисленные меры по стимулированию покупки электромобилей. В 2018 году доля электромобилей среди всех продаж новых легковых автомобилей в Квебеке выросла до 9,8%.

#### Адаптация
Многие меры по адаптации к изменению климата находятся в юрисдикции провинциальных властей. Тем не менее, адаптация в настоящее время занимает последнее место в списке экологических приоритетов, и в большинстве провинций вообще нет плана адаптации к изменению климата.

##### Ассистированная миграция лесов
Основная статья: Ассистированная миграция лесов в Северной Америке
Тем не менее, некоторые провинции проводили политику содействия колонизации, чтобы привести свои леса к их будущему оптимальному ареалу. По мере того, как климат становится теплее, древесные породы становятся менее приспособленными к условиям своего исторического южного или спускного ареала и более приспособленными к климатическим условиям районов к северу или вверх по склону от своего исторического ареала.  В конце 2000-х и начале 2010-х годов канадские провинции Альберта и Британская Колумбия изменили свои рекомендации по повторному посеву деревьев, чтобы учесть это явление.  Колумбия даже дала зелёный свет для перемещения одного вида, западной лиственницы, на 1000 км к северу.

## Общество и культура

### Активизм
Канадская федерация дикой природы (CWF), одна из крупнейших природоохранных организаций в стране, лоббирует смягчение последствий изменения климата. По данным CWF, организация признала необходимость действий в 1977 году.  Он издавал Checkerspot , ныне прекращённый журнал об изменении климата, выходящий два раза в год.
Некоторые канадские группы также лоббировали отказ от ископаемого топлива.

### Общественное мнение
Согласно опросу, проведённому Канадской ядерной ассоциацией в 2020 году, изменение климата беспокоит канадцев больше, чем любая другая проблема.
В опросе 2021 года Nanos Research обнаружила, что 30% канадцев сообщили, что изменение климата является их главной проблемой, занимая 2-е место после инфляции (36%) и опережая пандемию COVID-19 (29%).
Канадцы считают, что угроза, исходящая от изменения климата, выше, чем в Соединённых Штатах, но немного ниже среднего мнения других стран, включенного в опрос Pew Research Center в 2018 году.  Тем не менее, большинство канадцев в каждом избирательном округе каждой провинции Канады считают, что климат меняется.
Уровень принятия (веры) в происходящее изменение климата наиболее высок в Британской Колумбии и Квебеке, а самый низкий – в прериях Альберты и Саскачевана. В опросе, опубликованном Университетом Монреаля и его коллегами, 83% респондентов считают, что Земля нагревается, в то время как 12% респондентов заявили, что Земля не нагревается. Однако на вопрос, связано ли это потепление с деятельностью человека, только 60% респондентов ответили «да».  Эти цифры согласуются с опросом 2015 года, который показал, что 85% канадцев считают, что Земля нагревается, в то время как только 61% считают, что это потепление связано с деятельностью человека. Канадское общественное мнение о том, что человеческая деятельность ответственна за глобальное потепление, в целом несколько снизилось с 2007 по 2015 год.  На вопрос, ощутила ли их провинция уже последствия изменения климата, 70% канадцев ответили «да». Этот результат был основан на большинстве респондентов почти во всех избирательных округах. В то же время в трех округах Альберты, где мнение было самым низким, по 49% проголосовало «за», что чуть ниже большинства. Национальная поддержка действий по борьбе с изменением климата составляет 58%, при этом аналогичный уровень поддержки либо системы ограничения и торговли квотами (58%), либо прямого налога на выбросы углерода (54%).
В декабре 2018 года был проведён опрос Ipsos-Reid, чтобы оценить общественное мнение об экологической политике Дага Форда в Онтарио. Результаты опроса были следующим:
- Отрицательные – 45%
- Положительные – 27%
- Нейтральный – 28%

В 2021 году, в разгар COP26, опрос показал, что 25% канадцев придерживаются мнения, что международные конференции по изменению климата полезны для борьбы с изменением климата.
Опрос, проведенный в Канаде в 2012 году, показал, что 32% канадцев считают, что изменение климата происходит из-за деятельности человека, в то время как 54% считают, что это происходит из-за человеческой деятельности и частично из-за естественных изменений климата. 9% считают, что изменение климата происходит из-за естественных изменений климата, и только 2% заявили, что они вообще не верят в изменение климата.

## Отчёт
- Bush, E. and Lemmen, D.S., editors (2019): Canada's Changing Climate Report; Government of Canada, Ottawa, ON. 444 p.